# 白涂河
白涂河，位于中華人民共和國江苏省，是里下河水网南部的一条东西向河道，西起 江苏省兴化市上官河（昭阳），向东注入江苏省东台市串场河（草堰）。全长57.9公里。河道功能为排涝、供水，河道等级为5。